# One Assassination Under God - Chapter 1
One Assassination Under God - Chapter 1 —en español: Un asesinato bajo Dios - Capítulo 1— es el duodécimo álbum de estudio de la banda estadounidense de rock Marilyn Manson. El álbum fue producido por Marilyn Manson y Tyler Bates, y fue lanzado por Nuclear Blast el 22 de noviembre de 2024, coincidiendo con el 61.º aniversario del asesinato de John F. Kennedy. Es el primer álbum de la banda desde We Are Chaos en 2020. Poco después del lanzamiento de ese álbum, la banda fue despedida por su sello, agencia de talentos y mánager cuando varias mujeres acusaron al vocalista de abuso, acusaciones que él ha negado. Una investigación criminal de cuatro años sobre las acusaciones de abuso no resultó en la presentación de cargos contra Manson.
El disco se grabó principalmente en el estudio de grabación de Bates en Los Ángeles, The Abattoir, entre abril de 2023 y abril de 2024. Cuenta con la batería interpretada por Gil Sharone, quien también colaboró en los álbumes anteriores de la banda, The Pale Emperor (2015) y Heaven Upside Down (2017). El álbum fue precedido por el lanzamiento de tres sencillos: "As Sick As the Secrets Within", "Raise the Red Flag" y "Sacrilegious". Se crearon videoclips para los tres sencillos, así como para la canción principal del álbum. Los cuatro videoclips fueron dirigidos por Bill Yukich. Los sencillos fueron un éxito tras su lanzamiento, alcanzando los puestos más altos de su carrera en varias listas estadounidenses y británicas.
El álbum recibió críticas positivas, con publicaciones que elogiaron la composición, la voz y la producción. Tuvo una gran acogida entre los fans, encabezando numerosas encuestas de fin de año. También tuvo un buen desempeño comercial, situándose entre los veinte primeros en varios mercados europeos importantes. La banda en vivo, compuesta por Manson, Bates, Sharone, Piggy D. y Reba Meyers, realizó una extensa gira para promocionar el disco. En el verano de 2024, realizaron una gira conjunta por Norteamérica junto a Five Finger Death Punch, y realizaron sus propias giras como cabezas de cartel por Europa y Norteamérica a lo largo de 2025.

## Antecedentes y grabacion
La banda lanzó su undécimo álbum de estudio We Are Chaos en septiembre de 2020. El 1 de febrero de 2021, el vocalista fue acusado de abuso por su expareja Evan Rachel Wood, mientras que otras cuatro mujeres publicaron acusaciones simultáneamente en redes sociales. La banda fue desvinculada inmediatamente de su sello discográfico, agencia de talentos y mánager de toda la vida. Manson negó las acusaciones y acusó a Wood de orquestar un "ataque coordinado". Cinco mujeres presentaron demandas civiles contra Manson. Dos de ellas se resolvieron extrajudicialmente, dos están en curso, mientras que otra fue retirada después de que la acusadora afirmara haber sido "manipulada y presionada" por Wood y sus allegados para que hiciera acusaciones falsas.
Manson presentó una demanda civil contra Wood en 2022, pero la retiró dos años después, después de que el juez, en las audiencias preliminares, se negara a permitir la presentación de pruebas en el juicio final, incluyendo la refutación de una exacusadora. El Departamento del Sheriff del Condado de Los Ángeles y una división de la Fiscalía de Distrito del Condado de Los Ángeles llevaron a cabo una investigación penal de cuatro años sobre las acusaciones de abuso. La investigación no culminó en la presentación de cargos contra Manson por violencia doméstica o agresión sexual, alegando la falta de pruebas y la prescripción de los delitos.
El álbum se grabó entre abril de 2023 y abril de 2024 en el estudio de grabación del productor Tyler Bates en Los Ángeles, The Abattoir. Las grabaciones adicionales se realizaron en NRG Studios en North Hollywood el 1 y 2 de julio de 2023, y en EastWest Studios en Hollywood el 25 y 26 de septiembre de 2023. Manson, Bates y el baterista Gil Sharone interpretaron la mayor parte de la instrumentación, mientras que Lola Colette y Maxwell Urasky tocaron el piano y la programación, respectivamente, en el tema "As Sick as the Secrets Within". Bates y Sharone fueron los principales colaboradores de Manson en dos de los álbumes anteriores de la banda, The Pale Emperor de 2015 y Heaven Upside Down de 2017.

## Composición y estilo
Las reseñas han atribuido al álbum numerosos géneros, incluyendo rock industrial, metal industrial, rock alternativo, rock gótico y rock en general. El disco es una respuesta directa a las acusaciones de abuso. Blabbermouth.net afirmó que el disco contiene "referencias abiertas y encubiertas a sus problemas recientes, y la impresión general es la de un hombre enfurecido por lo que considera mentiras destructivas sobre su vida personal". Un redactor de Sputnikmusic comparó las letras del álbum con las del álbum de la banda de 2000, Holy Wood (In the Shadow of the Valley of Death). Afirmó que "la controversia y la presión son el combustible que impulsa a Marilyn Manson a la acción, y a través de sus pruebas y tribulaciones es capaz de crear música realmente fantástica". Las letras del álbum abordan temas de traición, adicción y sanación, así como poder y religión, mortalidad y decadencia social.

## Lista de canciones
| One Assassination Under God - Chapter 1 |                                 |          |  |
| N.º                                     | Título                          | Duración |  |
| 1.                                      | «One Assassination Under God»   | 5:28     |  |
| 2.                                      | «No Funeral Without Applause»   | 4:06     |  |
| 3.                                      | «Nod If You Understand»         | 4:05     |  |
| 4.                                      | «As Sick As the Secrets Within» | 5:35     |  |
| 5.                                      | «Sacrilegious»                  | 3:35     |  |
| 6.                                      | «Death Is Not a Costume»        | 4:52     |  |
| 7.                                      | «Meet Me in Purgatory»          | 4:36     |  |
| 8.                                      | «Raise the Red Flag»            | 4:49     |  |
| 9.                                      | «Sacrifice of the Mass»         | 6:15     |  |
| 43:22                                   |                                 |          |  |

## Posicionamiento en listas
| Lista (2024)                                             | Mejor posición |
| -------------------------------------------------------- | -------------- |
| Australia (ARIA)                                         | 44             |
| Bélgica (Ultratop Flandes)                               | 112            |
| Bélgica (Ultratop Valonia)                               | 16             |
| Países Bajos (Album Top 100)                             | 66             |
| Finlandia (Suomen virallinen lista)                      | 23             |
| Francia (SNEP)                                           | 25             |
| Francia (SNEP)                                           | 4              |
| Alemania (Offizielle Top 100)                            | 4              |
| Hungría (MAHASZ)                                         | 32             |
| Italia (FIMI)                                            | 18             |
| Japón (Oricon)                                           | 33             |
| Japón (Billboard Japan)                                  | 39             |
| Japón (Oricon)                                           | 8              |
| Nueva Zelanda (RMNZ)                                     | 35             |
| Polonia (ZPAV)                                           | 12             |
| Escocia (Scottish Albums Chart)                          | 10             |
| España (PROMUSICAE)                                      | 31             |
| Suecia (Sverigetopplistan)                               | 6              |
| Suecia (Sverigetopplistan)                               | 3              |
| Suiza (Schweizer Hitparade)                              | 4              |
| Reino Unido (UK Albums Chart)                            | 36             |
| Reino Unido (UK Independent Albums)                      | 3              |
| Reino Unido (UK Rock & Metal Albums)                     | 2              |
| Estados Unidos (Billboard 200)                           | 32             |
| Estados Unidos (Top Hard Rock Albums)                    | 2              |
| Estados Unidos (Independent Albums)                      | 6              |
| Estados Unidos Top Rock & Alternative Albums (Billboard) | 6              |

## Créditos y personal
Créditos adaptados de la nota de álbum de One Assassination Under God - Chapter 1.
| Marilyn Manson - Marilyn Manson: voz - Tyler Bates: guitarra, bajo, GuitarViol y teclados - Gil Sharone: batería - Lola Colette: piano (canción 4) - Maxwell Urasky: programación (canción 4) | Producción - Estudios de grabación: The Abattoir, Los Angeles, 2023-2024; NRG Recording Studios, 2023; EastWest Studios, 2023 - Tyler Bates y Robert Carranza: grabación - Robert Carranza: mezclado - Jake Rene: ingeniero - Howie Weinberg y Will Borza: masterización - Joseph Cultice: fotografía - Rob Kimura: diseño - Marilyn Manson: obra |